# Souterrain und Oghamsteine von Drumlohan
Das Souterrain und die Oghamsteine von Drumlohan (irisch Drom Lócháin), einem Townland im County Waterford in Irland, befinden sich nördlich des Dorfes Stradbally, 13,5 km von Dungarvan.
Das Souterrain wurde in den 1860er-Jahren bei der Entfernung des Walls einer Frühkirchlichen Einfriedung entdeckt. Auf dem Gelände fanden Wissenschaftler später Spuren einer frühen Klosteranlage.

## Beschreibung
Bei Souterrains wird zwischen „earth-cut“, „rock-cut“, „mixed“, „stone built“ und „wooden“ (z. B. Coolcran, County Fermanagh) Souterrains unterschieden. Das Souterrain ist nur 3,5 m lang, 1,5 m breit und hat eine maximale Höhe von 1,2 m. Es wurde aus Orthostaten („stone built“) errichtet. Zehn Oghamsteine mit Höhen zwischen 1,65 und 0,97 m, Breiten zwischen 0,66 und 0,27 m und Dicken von zwischen 0,3 und 0,2 m wurden als Stürze oder Tragsteine benutzt. Fünf Oghamsteine wurden im Seitenaufbau belassen, die fünf anderen wurden 1936 neben dem Souterrain aufgestellt.
Oghamsteine wurden als Baumaterial in 44 irischen Souterrains gefunden, allein 15 im Souterrain von Ballyknock, bei Midleton im County Cork. In Dunloe, bei Killarney, wurden acht Oghamsteine in derselben Struktur verbaut gefunden. Das zeigt, dass die Souterrains gebaut wurden, als die verwendeten Oghamsteine nicht mehr mit Verehrung bedacht wurden.

### Zweck
Der Zweck der Souterrains ist seit der Ausgrabung von Windwick auf Orkney nicht mehr völlig unbekannt. Interpretationen als Verteidigungsanlagen, Ställe oder Vorratsspeicher wurden verworfen. Am wahrscheinlichsten ist eine kultische Funktion.

### Souterrain Ware
Funde in Souterrains sind selten. Jedoch fand sich in mehreren, z. B. Downview, in Westpark, in der Nähe von Belfast, flache Keramik, die, obwohl nicht datierbar, im nordöstlichen Teil der Insel offenbar aus frühchristlicher Zeit stammt. Sie wird Souterrain Ware genannt, obwohl sie in Ringforts wie Lissue und Ballyaghagan im County Antrim und in Crannógs wie dem im Lough Faughan im County Down oder in Siedlungen zahlreicher vertreten ist.